# Hinges
Hinges település Franciaországban, Pas-de-Calais megyében. Lakosainak száma 2450 fő (2022. január 1.). Hinges Calonne-sur-la-Lys, Lestrem, Locon, Mont-Bernanchon, Vendin-lès-Béthune, Annezin és Gonnehem községekkel határos.

## Népesség
A település népességének változása:
| Lakosok száma | 2351 | 2464 | 2545 | 2452 | 2426 | 2400 | 2413 | 2417 | 2450 |
|               | 2013 | 2015 | 2016 | 2017 | 2018 | 2019 | 2020 | 2021 | 2022 |